# Bad Ems
Bad Ems är en stad och kurort i Rhein-Lahn-Kreis i förbundslandet Rheinland-Pfalz i västra Tyskland. Staden är belägen 15 km sydost om Koblenz.
Staden ingår i kommunalförbundet Verbandsgemeinde Bad Ems-Nassau tillsammans med ytterligare 27 kommuner. Kurorten är mest känd för sina badinrättningar och talrika varma mineralkällor vilka var kända redan av romarna. Det varma alkaliska vattnet i mineralkällorna kallas emservatten.
I historien är orten känd för Emsdepeschen 1870.